# ヨモギホンヤドカリ
ヨモギホンヤドカリ（蓬本宿借、蓬本寄居虫）、学名 Pagurus nigrofascia は、十脚目ホンヤドカリ科に分類されるヤドカリの一種。北海道南部から九州まで各地の岩礁海岸に生息する小型のヤドカリである。南日本では「夏眠」して冬に活動する特異な生態をもつ。

## 形態
成体は甲長10mm前後で、オスの方がメスより大きい。第一胸脚は鉗脚で、右の鉗脚が左より大きい。また右鉗脚の外側には棘と長い毛が多い。第二・第三歩脚の指節は長節より短い（指節は脚先の爪がある関節、長節はその次の脛下半分にみえる関節）。
体色は灰緑色で、黒褐色の小斑点があるが、第二・第三歩脚の指節基部（爪になった関節の根元）に黒褐色の帯模様があり、その周辺は橙色、爪先端は褐色である。また第一・第二触角は橙色である。この体色は分布や生息地が重複するケアシホンヤドカリ P. lanuginosus に似るが、ケアシホンヤドカリは脚先の黒帯模様がなく、触角が濃い赤色なので区別できる。また新種記載の際は、北アメリカ太平洋岸産の3種 P. samuelis、P. hirsutiusculus、P. venturensis とも比較検討されている。
学名の種小名"nigrofascia"は「黒い環」の意で、歩脚にある黒帯模様に由来する。

## 生態
北海道南部から九州まで分布するが、生息地の記録は少ない。これは生息地の把握が未だ進行中であること、冬季に活動するため目につきにくいこと等によると考えられている。21世紀初頭の時点では新種記載から時が経っておらず、図鑑等への掲載もまだ進んでいない。なおタイプ標本としては、北海道函館湾産の標本がホロタイプとされ、パラタイプとしては北海道函館湾産の別個体とともに和歌山県産・熊本県松島産のものが指定されている。
比較的透明度の高い岩礁海岸に生息し、外洋・内湾どちらでも見られる。同所的に生息するヤドカリはホンヤドカリ P. filholi（外洋性）、ケアシホンヤドカリ P. lanuginosus（外洋・内湾性）、ユビナガホンヤドカリ P. minutus（内湾性）、テナガホンヤドカリ P. middendorffii（寒海生）、ケブカヒメヨコバサミ Paguristes ortmanni（外洋・内湾性） 等である。利用する貝殻はイシダタミ、スガイ、コシダカガンガラ、タマキビ、ウミニナ等、比較的小型の巻貝である。
基産地の函館湾では1年を通して活動するが、温暖な地域では夏季に満潮線付近の転石下で「夏眠」し、冬から春にかけて潮間帯下部に進出し活動する。繁殖期は4月-5月で、この時期にはオスがメスの入った貝殻を掴んで運ぶ「産卵前ガード」行動が見られる。メスは産んだ卵を腹脚に抱えて貝殻内で保護するが、抱卵期間は翌年の2月まで9ヶ月にも及ぶ。夏眠の習性と長い抱卵期間は、ホンヤドカリ属の中でも特異なものとして注目されている。

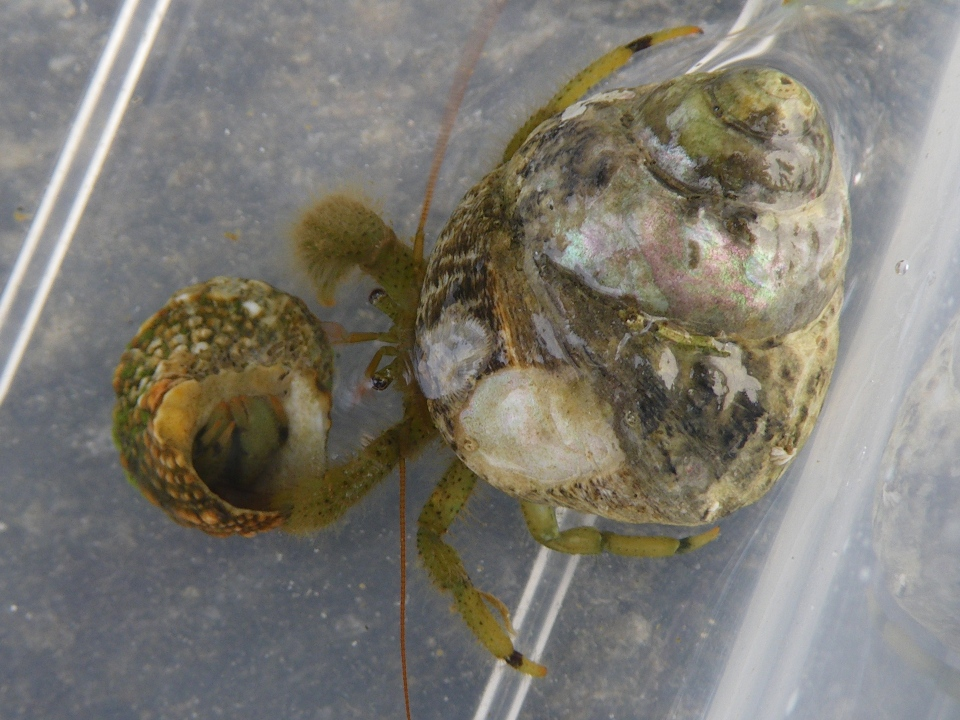
オス（大・右）がメス（小・左）の入った貝殻を掴んで運ぶ「産卵前ガード」行動（4月）